# Argulus foliaceus
Argulus foliaceus (Linaeus, 1758) je vrsta koja pripada rodu Argulus u okviru podklasi Branchiura.

## Opis
Njihovo telo se sastoji od diskoidalnog cefalotoraksa i sitnog dvorežnjevitog nesegmentisanog abdomena. Cefalotoraks je potpuno ili delimično prekriven karapaksom. Na prednjem delu cefalotoraksa se nalaze krupne složene oči, karapaks pokriva glavu i toraks. Glaveni ekstremiteti su prilagođeni parazitskom načinu života. Prve i druge antene su dosta kratke, prve poseduju kukice kojima se pričvršćuju za domaćina. Od glavenih ekstremiteta, pored antena razvijene su mandibule koje su dosta redukovane i dva para maksila. Na torakalnom delu cefalotoraksa su četiri para račvastih ekstremiteta prilagođenih za plivanje. Abdomen je bez nastavaka. Njihovo telo je prilagođeno na parazitski način života. Respiracija se obavlja celom površinom tela. Srce je trouglasto sa parom ostija, od srca prema prednjem delu tela polazi krvni sud.

## Rasprostranjenje
Ovaj ektoparazit slatkovodnih riba je zabeležen u umerenim delovima Evrope, Centralne Azije i Severne Amerike. Dobro je proučavan u Evropi, naročito na Britanski ostrvima, gde je imao veliki uticaj na stres i smrtnost riba.

## Biologija i ponašanje
Na ventralnoj strani tela nalaze se pijavke pomoću kojih se pričvršćuju za telo riba, i iz rane koju izazovu na površini tela domaćina, hrane se krvlju i tkivom. Testisi su parni I otvaraju se u visini zadnjeg para torakalnih ekstremiteta. Ženke imaju jedan ovarijum i jedan ovidukt koji se otvara takođe u visini zadnjih torakalnih ekstremiteta. Jaja polažu na podlogu. Poseduju larvalni stadijum koji je vremenski varijabilan i zavisan od temperature. Larve se najčešće prvi put primećuju krajem proleća, a u odrasle metamorfoziraju tokom jeseni. Nakon toga se pričvršćuju za pogodnog domaćina.